# Vérkhniaia Bulanka
Vérkhniaia Bulanka (en rus: Верхняя Буланка) és un poble del krai de Krasnoiarsk, a Rússia, que el 2012 tenia 40 habitants. Pertany al districte de Karatuzski.